# Leyuan, Guizhou
Leyuan (kinesiska: 乐元, 乐元镇) är en köping i Kina. Den ligger i provinsen Guizhou, i den sydvästra delen av landet, omkring 180 kilometer sydväst om provinshuvudstaden Guiyang. Antalet invånare är 21651. Befolkningen består av 10 978 kvinnor och 10 673 män. Barn under 15 år utgör 28,0 %, vuxna 15-64 år 63 %, och äldre över 65 år 8,0 %.